# Hancock (Míchigan)
Hancock es una ciudad ubicada en el condado de Houghton en el estado estadounidense de Míchigan. En el Censo de 2010 tenía una población de 4634 habitantes y una densidad poblacional de 602,22 personas por km².

## Geografía
Hancock se encuentra ubicada en las coordenadas 47°8′4″N 88°35′57″O / 47.13444, -88.59917. Según la Oficina del Censo de los Estados Unidos, Hancock tiene una superficie total de 7.69 km², de la cual 6.73 km² corresponden a tierra firme y (12.55%) 0.97 km² es agua.

## Demografía
Según el censo de 2010, había 4634 personas residiendo en Hancock. La densidad de población era de 602,22 hab./km². De los 4634 habitantes, Hancock estaba compuesto por el 94.67% blancos, el 1.19% eran afroamericanos, el 0.97% eran amerindios, el 1.68% eran asiáticos, el 0.09% eran isleños del Pacífico, el 0.13% eran de otras razas y el 1.27% pertenecían a dos o más razas. Del total de la población el 1.45% eran hispanos o latinos de cualquier raza.